# Beverly Hills
 Denne artikel omhandler byen Beverly Hills. Opslagsordet har også en anden betydning, se Beverly Hills 90210.
Beverly Hills er en by i Californien, USA, hvor der bor mange velhavende mennesker, deriblandt en del berømtheder.
I 2000 boede der 33.784 personer i byen.[kilde mangler]
I Beverly Hills er der gennem årene optaget en del ungdomsserier, bl.a. serien som er opkaldt efter byen.

## Personer fra Beverly Hills
- Alejandro Mayorkas (1959-), politiker, regeringsmedlem i Regeringen Biden, født på Cuba